# 高氯酸钍
高氯酸钍是一种无机化合物，化学式为Th(ClO4)4，具有放射性氧化剂的性质。约355℃分解。

## 制备
高氯酸溶解新制的氢氧化钍，得到高氯酸钍。
高氯酸钍四水合物加热至280℃产生无水物。